# Episodi de Lo show di Patrick Stella (quarta stagione)
La quarta stagione della serie televisiva Lo show di Patrick Stella viene annunciata il 18 ottobre 2024 e va in onda negli Stati Uniti d'America dal 21 marzo 2025 su Nickelodeon. In Italia la stagione va in onda dal 21 luglio 2025 su Nickelodeon.
| n° | n° | Titolo originale                | Titolo italiano               | Prima TV USA   | Prima TV Italia |
| -- | -- | ------------------------------- | ----------------------------- | -------------- | --------------- |
| 53 | 1  | Sitcom Stars                    | Le stelle della Sitcom        | 21 marzo 2025  | 21 luglio 2025  |
| 53 | 1  | The Show Must Go Yawn           | Lo sbadiglio deve continuare  | 21 marzo 2025  | 21 luglio 2025  |
| 54 | 2  | The Dated Game                  | Il gioco delle vecchie coppie | 28 marzo 2025  | 22 luglio 2025  |
| 54 | 2  | Ice Cream Headache              | Mal di testa da gelato        | 28 marzo 2025  | 22 luglio 2025  |
| 55 | 3  | A Tinkle in Time                | Tinkle nel tempo              | 11 aprile 2025 | 23 luglio 2025  |
| 55 | 3  | TV or Not TV                    | TV o non TV                   | 11 aprile 2025 | 23 luglio 2025  |
| 56 | 4  | Two Pests in a Teapot           | Due pesti in casa             | 18 aprile 2025 | 24 luglio 2025  |
| 56 | 4  | Partial Recall                  | Memoria parziale              | 18 aprile 2025 | 24 luglio 2025  |
| 57 | 5  | The Haunting of Flim-Flam House |                               | 25 aprile 2025 | 25 luglio 2025  |
| 57 | 5  | Rube Tube                       | Lo show di Rube               | 25 aprile 2025 | 25 luglio 2025  |
| 58 | 6  | Sea Haw                         |                               | _              | _               |
| 58 | 6  | Lil' Past-Cals                  |                               | _              | _               |
| 59 | 7  | Zoo U                           |                               | _              | _               |
| 59 | 7  | A Remembrance of Grand-Past     |                               | _              | _               |
| 60 | 8  | Pat-Tathalon                    |                               | _              | _               |
| 60 | 8  | Upturn's Downturn               |                               | _              | _               |
| 61 | 9  | Planet Moron                    |                               | _              | _               |
| 61 | 9  | Stare Wars                      |                               | _              | _               |
| 62 | 10 | Safety Worst                    |                               | _              | _               |
| 62 | 10 | De-Pat-ment Store               |                               | _              | _               |

## Le stelle della Sitcom
La famiglia Stella si ritrova bloccata in una sitcom, dove devono aiutare Cecil a organizzare una cena con due dei suoi superiori.

## Lo sbadiglio deve continuare
Patrick fa molta fatica senza l'aiuto di Squidina dopo che lei si è infortunata.

## Il gioco delle vecchie coppie
Quando Nonna Tentacolo e NonnoPat si lasciano, Patrick conduce un programma di incontri per cercare di curare la depressione di NonnoPat

## Mal di testa da gelato
Squidina, Walter e il Re del gelato uniscono le forze per salvare Bikini Bottom da un mostro affamato di gelato.

## Tinkle nel tempo
Tinkle viaggia nel tempo.

## TV o non TV
Bunny e Cecil celebrano la giornata "Trascorri del tempo con uno dei tuoi figli" ma Patrick e Squidina non vogliono smettere di guardare la TV.

## Due pesti in casa
Patrick si prende cura della casa di Nonna Tentacolo.

## Memoria parziale
I Dartfish adottano Plankton.

## The Haunting of Flim-Flam House
La casa dei due fantasmi Flim-Flam viene infestata da qualche altro fantasma. 

## Lo show di Rube
Squidina fa da assistente a Rube.

## Sea Haw
Lo show di Patrick diventa un programma campagnolo.

## Lil' Past-Cals
I Kelpbed Kids viaggiano nel futuro.

## Zoo U
Patrick con la famiglia visitano uno zoo.

## A Remembrance of Grand-Past
NonnoPat rovina ogni film in sala.